# Zuata (José Félix Ribas)
Pour les articles homonymes, voir Zuata.
Zuata est l'une des cinq paroisses civiles de la municipalité de José Félix Ribas, dans l'État d'Aragua au Venezuela. Sa capitale est Zuata. Sa population s'élève à 32 673 habitants.

## Géographie

### Hydrographie
Le nord du territoire de la paroisse est occupé par le réservoir de Zuata qui le sépare du cours d'eau du río Aragua.

### Démographie
Hormis sa capitale Zuata, la paroisse civile possède plusieurs localités :
- El Castaño
- La Ceiba
- Los Budares
- Zuata
  - Urbanización Bello Monte
  - Urbanización Madre Maria

## Sources
- (es) Cet article est partiellement ou en totalité issu de l’article de Wikipédia en espagnol intitulé « Municipio José Félix Ribas (Aragua) » (voir la liste des auteurs).